# Юніон (Міссісіпі)
Юніон (англ. Union) — місто (англ. town) в США, в округах Ньютон і Нешода штату Міссісіпі. Населення — 2042 особи (2020).

## Географія
Юніон розташований за координатами 32°34′16″ пн. ш. 89°6′55″ зх. д. / 32.57111° пн. ш. 89.11528° зх. д. (32.571128, -89.115203).  За даними Бюро перепису населення США в 2010 році місто мало площу 8,87 км², уся площа — суходіл.

## Демографія
Згідно з переписом 2010 року, у місті мешкало 1988 осіб у 776 домогосподарствах у складі 521 родини. Густота населення становила 224 особи/км².  Було 887 помешкань (100/км²).
Расовий склад населення:
| - 62,5 % — білих - 35,2 % — чорних або афроамериканців - 0,3 % — азіатів - 0,2 % — корінних американців - 0,1 % — вихідців з тихоокеанських островів |

До двох чи більше рас належало 1,7 %. Частка іспаномовних становила 0,8 % від усіх жителів.
За віковим діапазоном населення розподілялося таким чином: 27,6 % — особи молодші 18 років, 54,1 % — особи у віці 18—64 років, 18,3 % — особи у віці 65 років та старші. Медіана віку мешканця становила 38,7 року. На 100 осіб жіночої статі у місті припадало 81,1 чоловіків;  на 100 жінок у віці від 18 років та старших — 73,5 чоловіків також старших 18 років.
Середній дохід на одне домашнє господарство  становив 39 382 долари США (медіана — 28 185), а середній дохід на одну сім'ю — 46 958 доларів (медіана — 31 950). За межею бідності перебувало 36,2 % осіб, у тому числі 54,0 % дітей у віці до 18 років та 23,2 % осіб у віці 65 років та старших.
Цивільне працевлаштоване населення становило 648 осіб. Основні галузі зайнятості: освіта, охорона здоров'я та соціальна допомога — 30,1 %, виробництво — 19,3 %, мистецтво, розваги та відпочинок — 9,1 %, роздрібна торгівля — 7,7 %.